# Naučná stezka Prachatické hradby
Naučná stezka Prachatické hradby je zaměřena na historii a archeologii Prachatic, seznamuje s budováním městského opevnění a jeho významem. Stezku provozuje Město Prachatice.

## Popis trasy
Naučná stezka Prachatické hradby je okruh okolo Městské památkové rezervace v blízkosti historického jádra Prachatic, který vede podél městských hradeb. Začíná a zároveň i končí u Dolní (Písecké) brány. Prochází ulicemi Zahradní, Jánskou, krátce Zlatou stezkou a ulicí Hradební. Stezka není náročná a je přístupná celoročně pěším návštěvníkům všech věkových kategorií i vozíčkářům s doprovodem. Stezka má pět stanovišť s informačními tabulemi.

### Stanoviště č. 1 – Dolní brána
Prachatice byly opevněny od 14. století, měly dvě brány – Dolní (Píseckou) a Horní (Pasovskou). Informační tabule na stanovišti č. 1 podrobně informuje o Dolní bráně, která je dvojitá, vnější a vnitřní. Další informace jsou o archeologickém průzkumu, provedeném v prostoru kolem hradeb u Dolní brány v roce 2000.
U hradeb je v tomto prostoru umístěn památník Obětem totalitních režimů. Je tvořený sochou „Ein Mensch – Člověk” od Otto Herberta Hajeka a bronzovou deskou, umístěnou v chodníku s nápisem: "Raději chci trpět pro to, že říkám pravdu, než aby měla pravda trpět pro mé mlčení. R.W. Emerson. Obětem totalitních režimů".

### Stanoviště č. 2 – bašta Helvít
V Prachatických hradbách se zachovalo sedm bašt – oblých dělostřeleckých věží. Nejzachovalejší je bašta Helvít, o které informuje panel na stanovišti č. 2. Bašty se stavěly v místech lomení hradeb. Měly několik pater a umožňovaly jak přímou palbu do prostoru před hradbami, tak i boční ostřelování podél hradeb.
Po hradbách se vedle bašty Helvít pne Prachatický břečťan, památný strom číslo 102703 podle AOPK. Další zajímavostí je naproti přes ulici, rodný dům Hildy Bergmannové. V současnosti slouží jako Domov mládeže pro Vyšší odbornou školu sociální a Střední pedagogickou školu Prachatice, která stojí nedaleko v Zahradní ulici. Trasa dále pokračuje Jánskou ulicí směrem ke Zlaté stezce a Horní bráně.

### Stanoviště č. 3 – Horní brána
Na panelu č. 3 je vyobrazena trasa hradeb, popsána historie bývalé Horní (Pasovské) brány, kterou přicházeli soumaři s nákladem soli po Zlaté stezce z Pasova. U Horní brány stojí dvě kaple, a to kaple sv. Antonína Paduánského a  kaple sv. Jana Nepomuckého. Naproti Horní bráně ležel pevnostní rybník, který v dobách ohrožení napájel vodou hradební příkop. V tomto místě se nachází Štěpánčin park, který byl otevřen v roce 1881 na počest princezny Stefanie. Zajímavostí jsou i koše Big Belly na uliční odpad, jsou solárně napájené, mají lis a spojení (GSM), kterým informují o své naplněnosti. Stejné koše jsou umístěné i na stanovišti č. 1 u Dolní brány. Trasa pokračuje Hradební ulicí nahoru.

### Stanoviště č. 4 – dva pásy opevnění Prachatic
Panel č. 4 podrobně seznamuje s výstavbou dvou pásů hradeb. K tomuto poznání výrazně přispěl archeologický průzkum provedený v roce 1993. První pás opevnění, nasypané valy s dřevěnými sruby a palisádou, vznikl ve třetí čtvrtině 14. století. Po velkém požáru města v roce 1507 se začal budovat druhý pás hradeb. Hradby byly vybudovány podle tehdejších nejmodernějších postupů včetně barbakánu u Dolní brány. Prachatice se staly významnou městskou pevností.
Ze stanoviště č. 4 lze vidět Hospic svatého Jana N. Neumanna s přilehlým parkem a jeho sochou. Trasa pokračuje dolů ulicí Hradební.

### Stanoviště č. 5 – dělostřelectvo
Na panelu č. 5 jsou popsána dramatická období, kterými si Prachatice a jejich hradby v minulosti prošly až nakonec se staly malebnou kulisou středověké historie města. V parkově upraveném prostoru před hradbami zaujme plastika z roku 1972, jejímž autorem je sochař Otto Herbert Hajek. Trasa končí u Dolní brány.

## Galerie

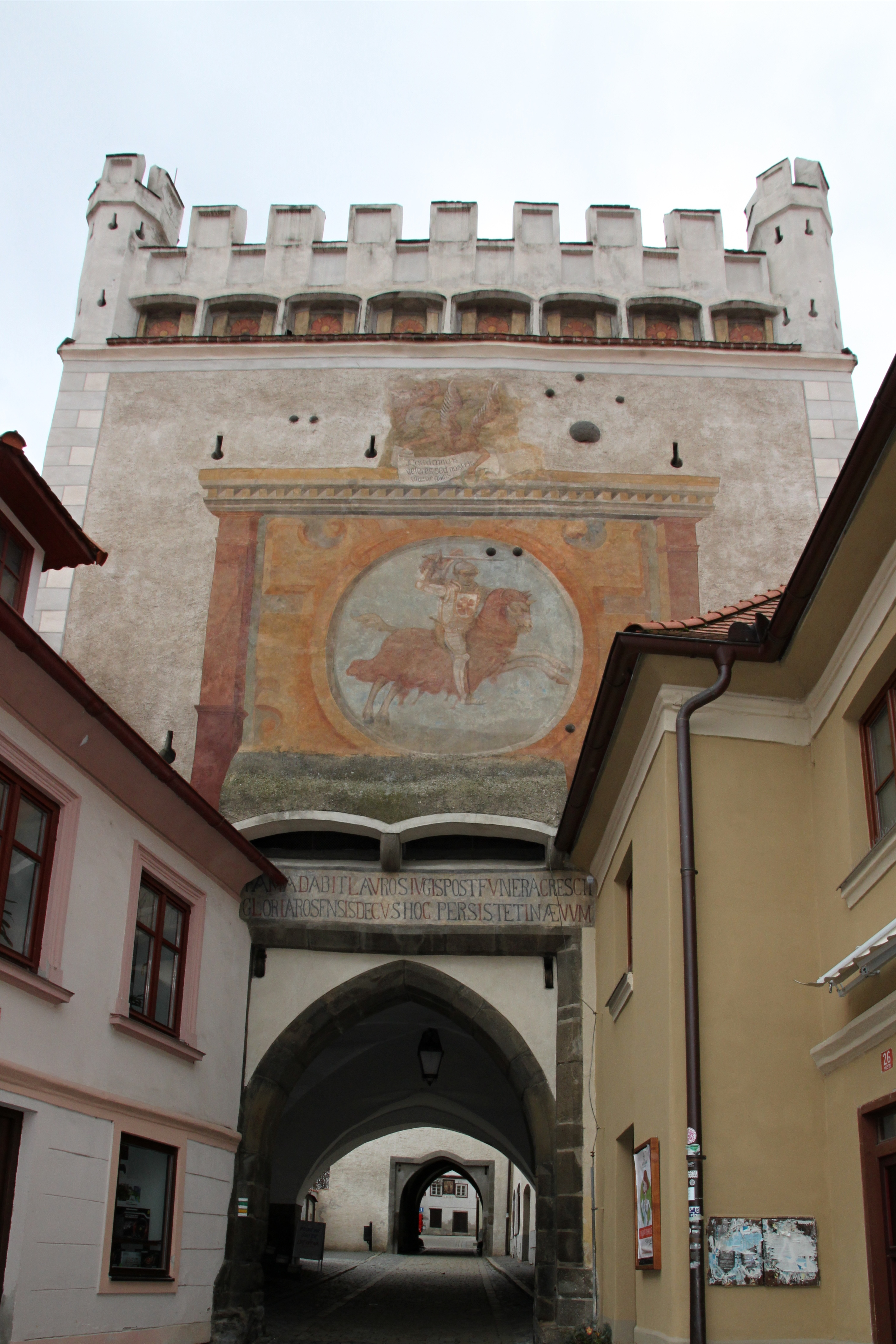
Dolní brána – začátek a zároveň i konec stezky
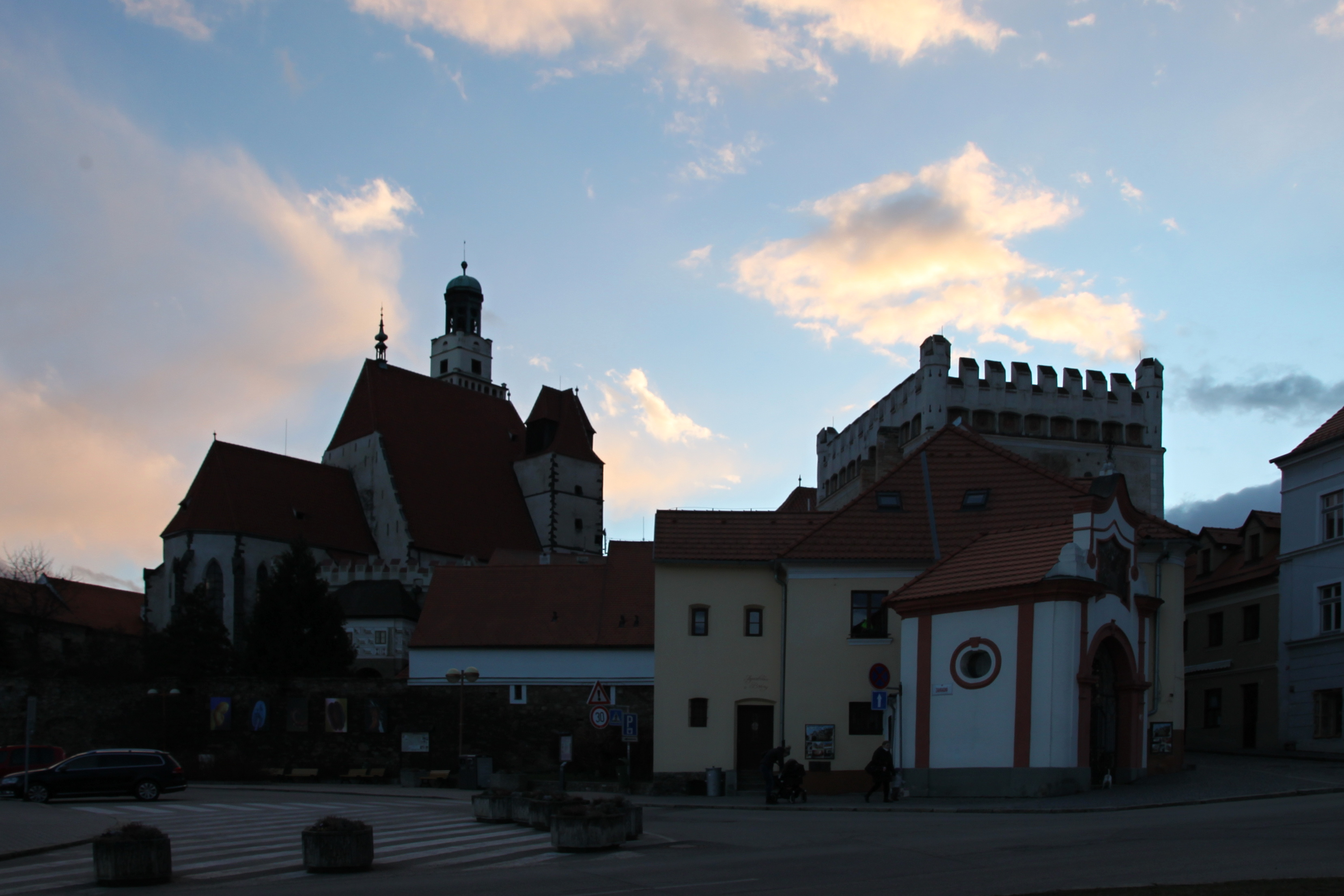
Pohled z Malého náměstí
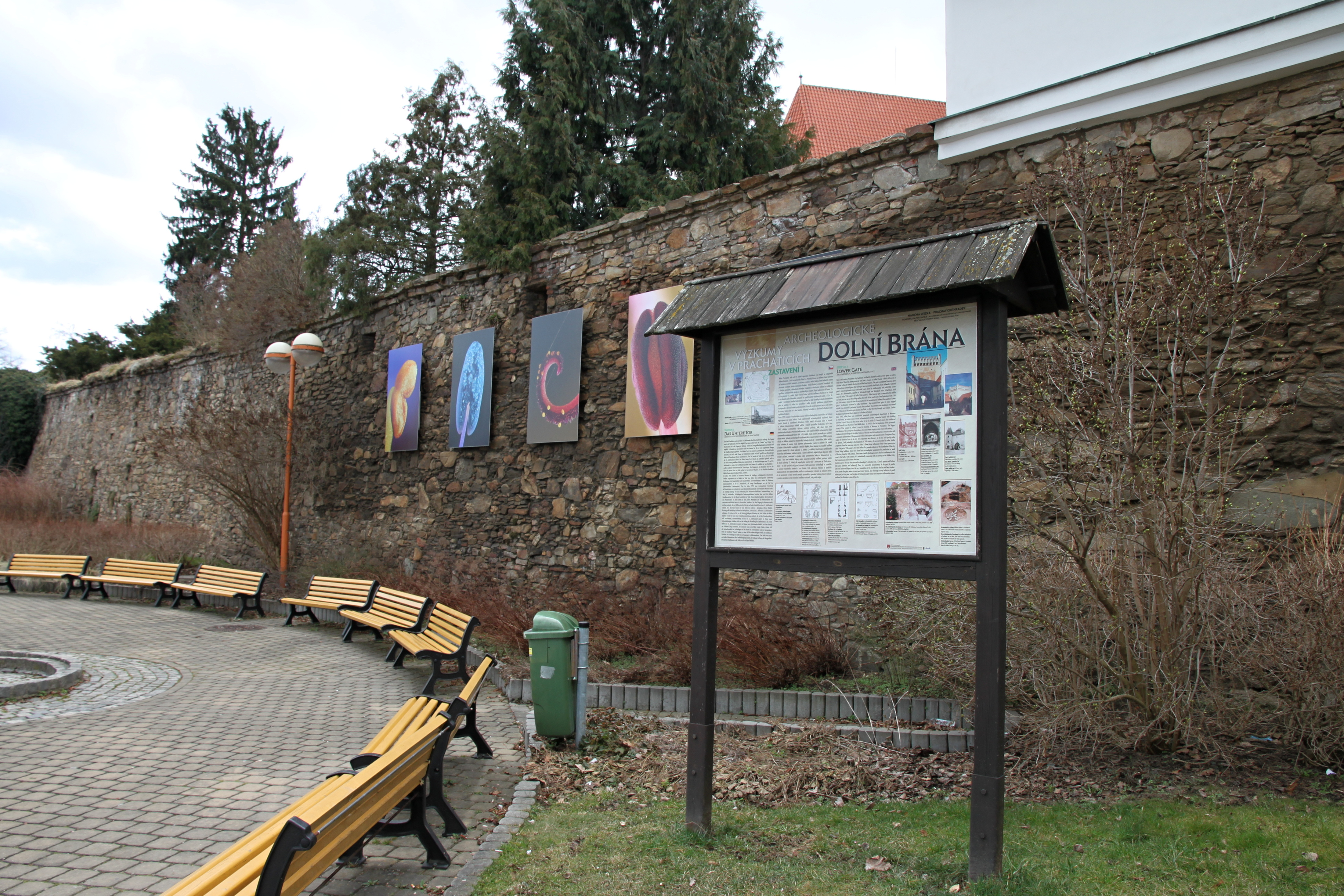
Informační tabule č. 1
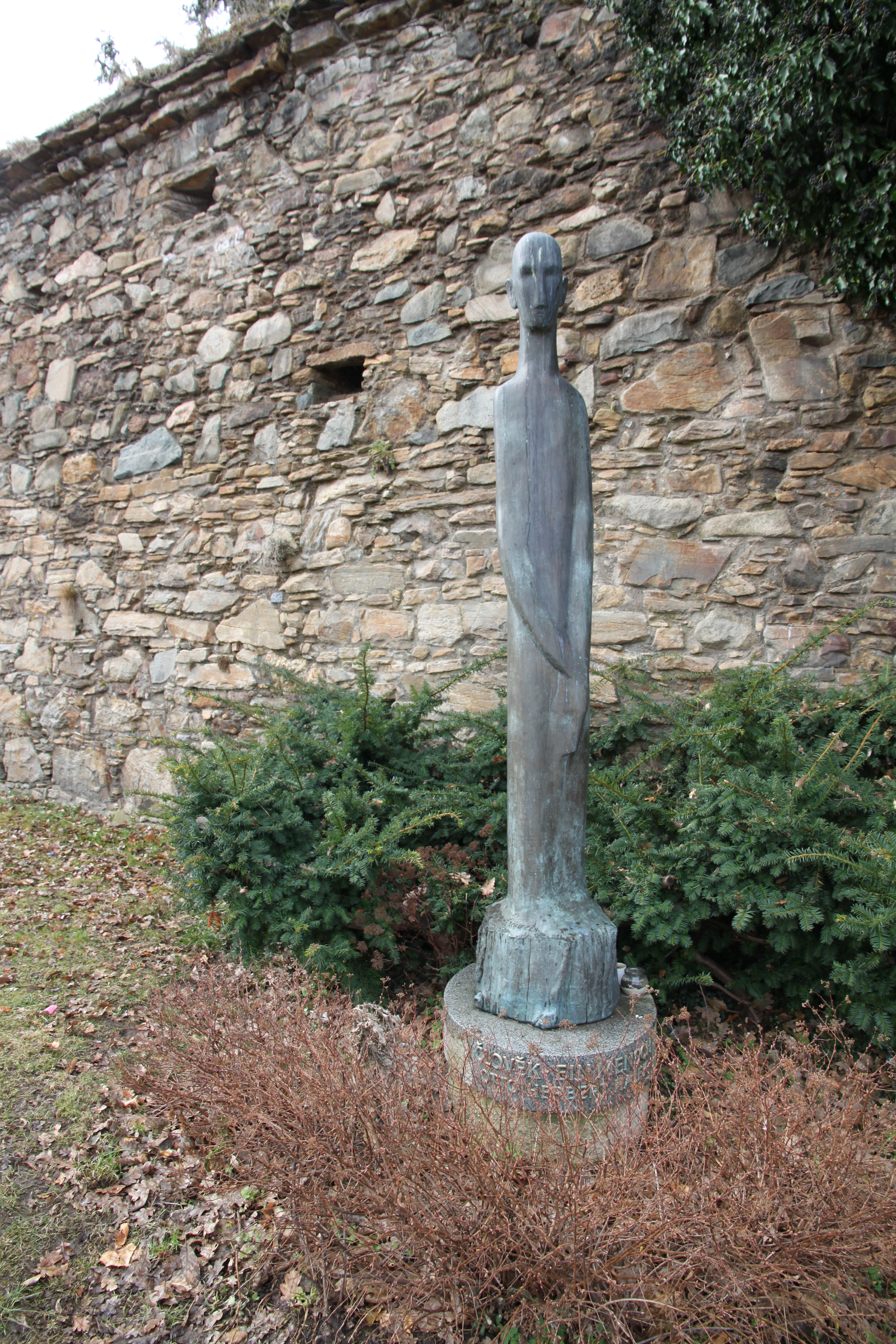
„Ein Mensch – Člověk” od Otto Herberta Hajeka, věnováno obětem totalitních režimů
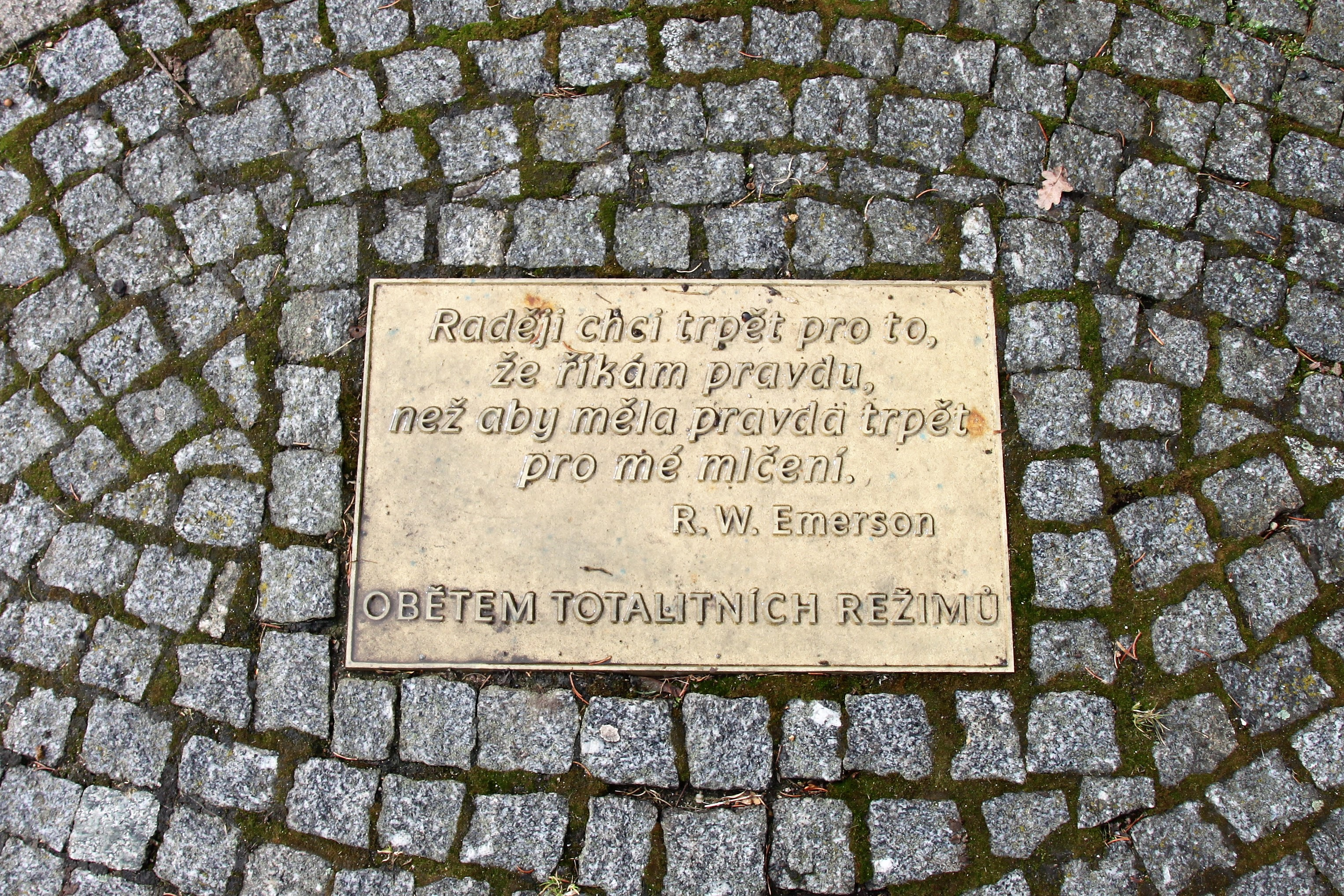
Bronzová deska, Památník obětem totalitních režimů
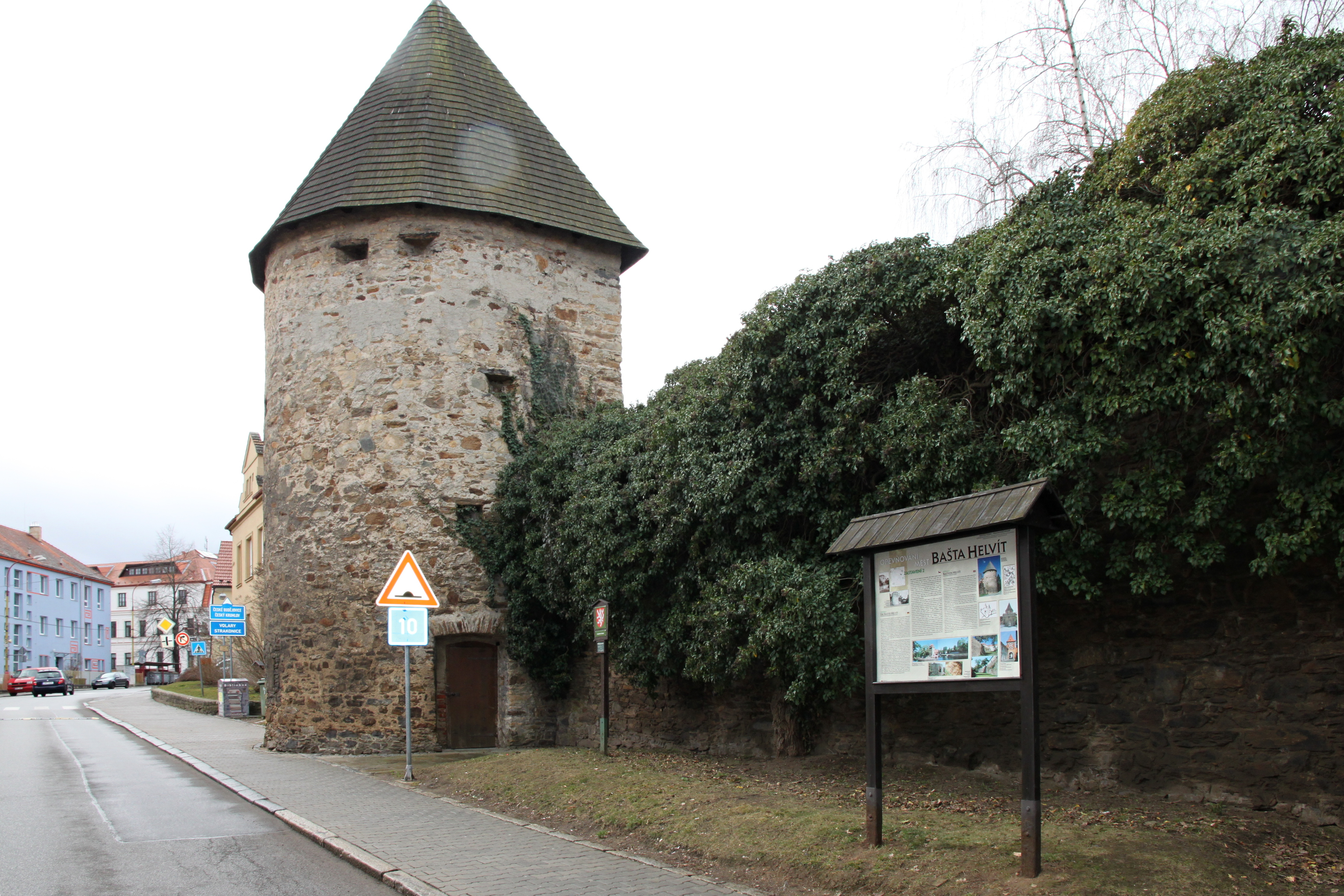
Informační tabule č. 2 – bašta Helvít
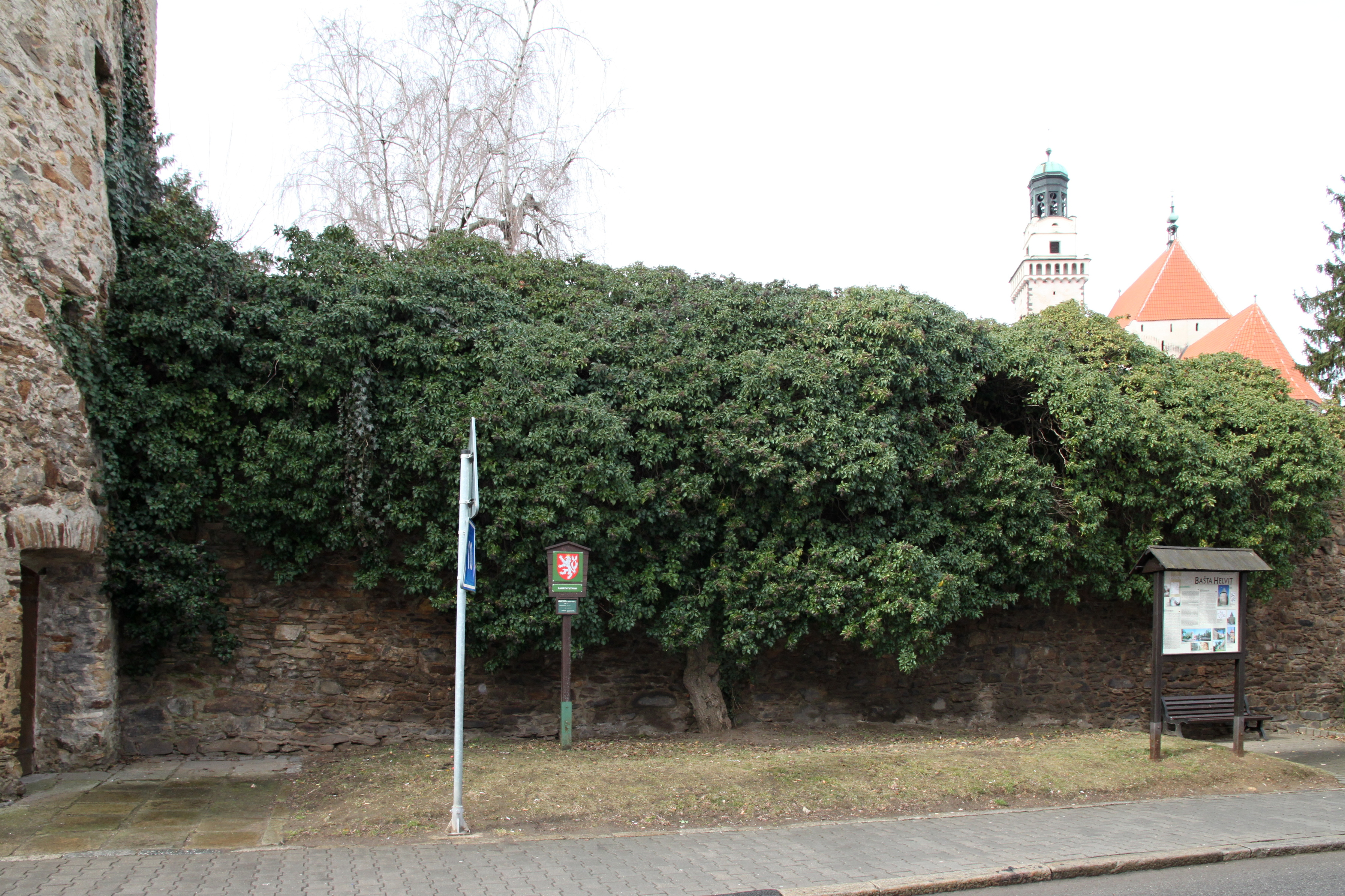
Prachatický břečťan
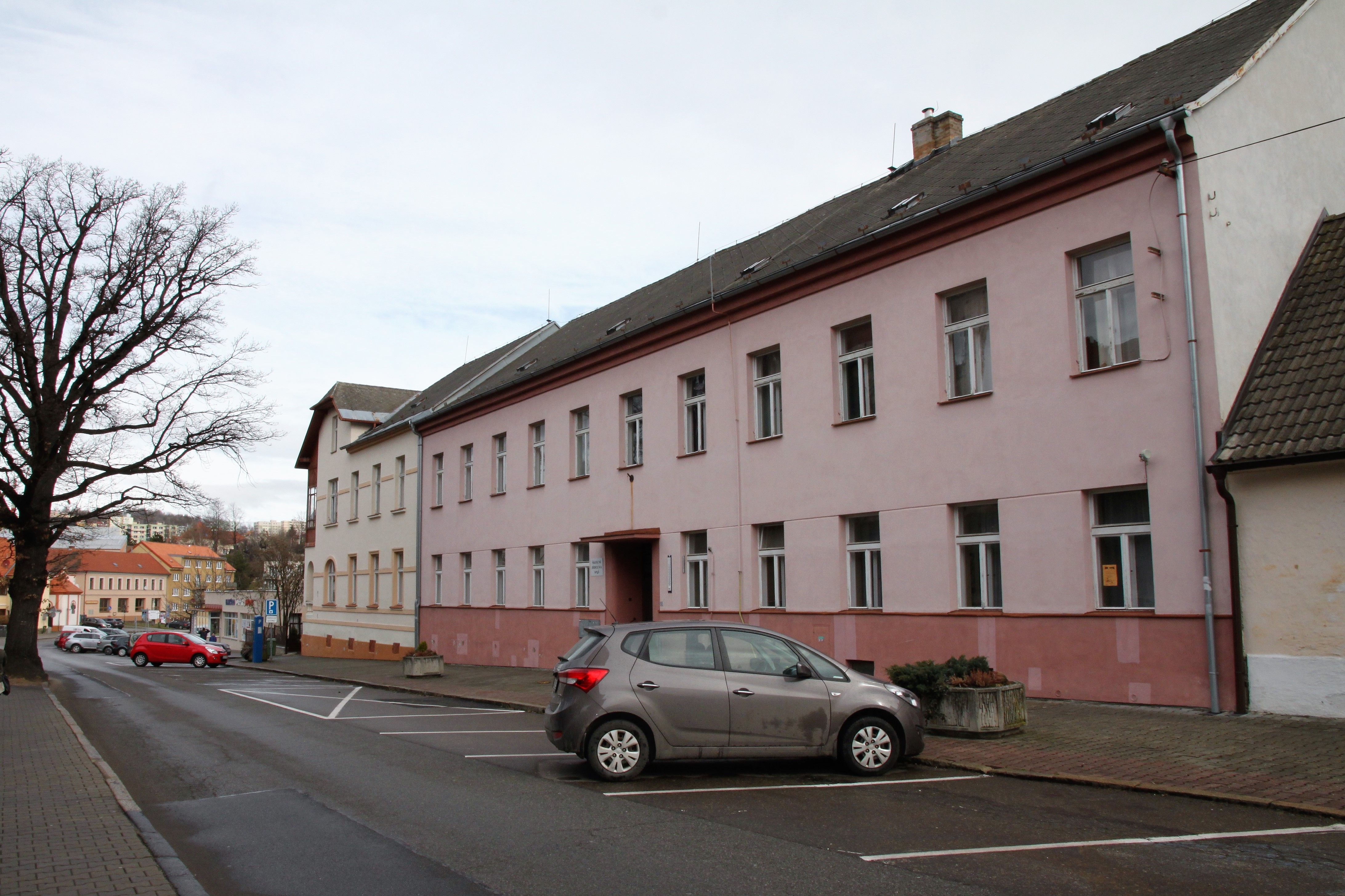
Rodný dům spisovatelky Hildy Bergmannové, nyní domov mládeže
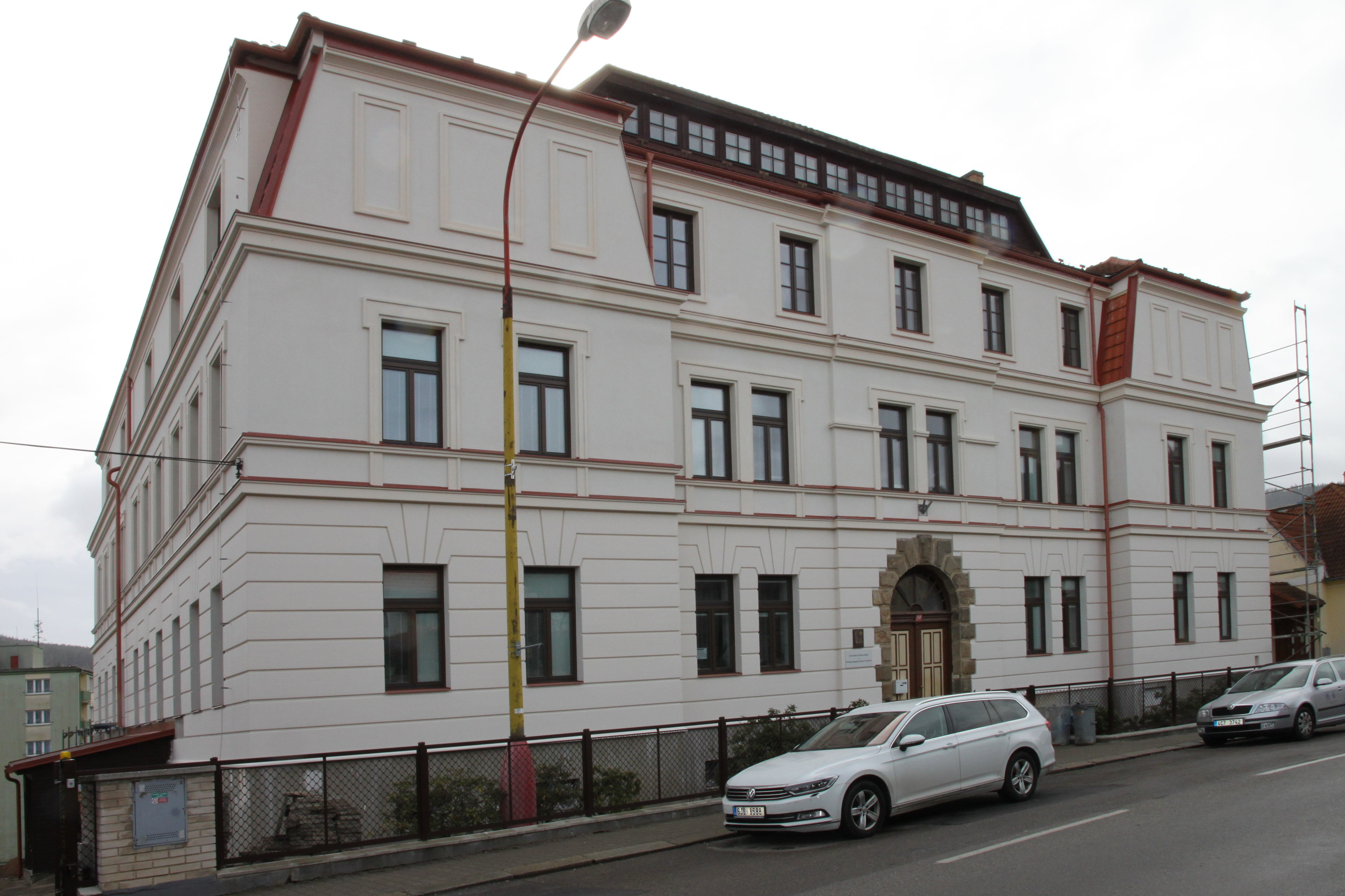
Vyšší odborná škola sociální a Střední pedagogická škola
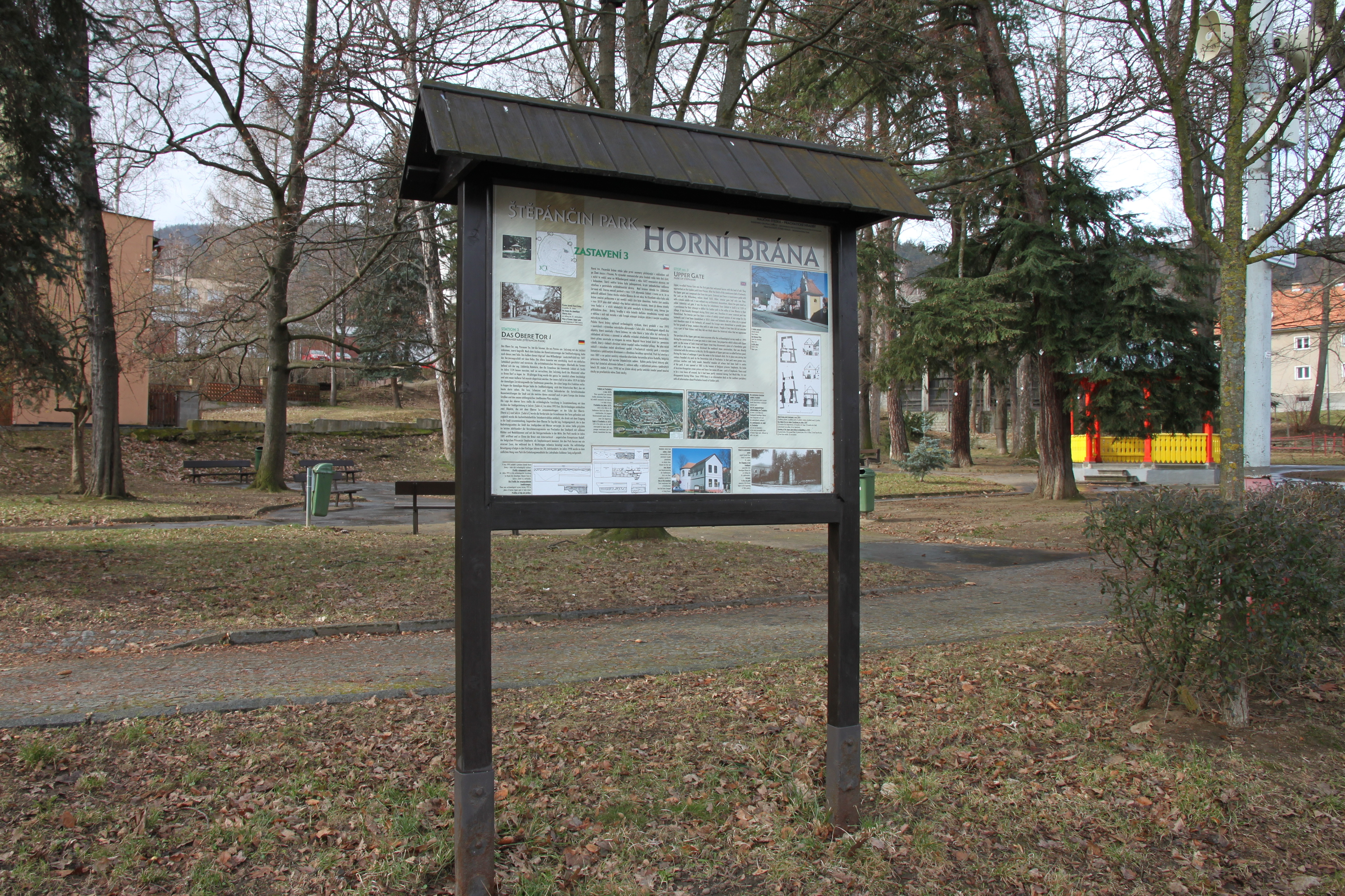
Informační tabule č. 3
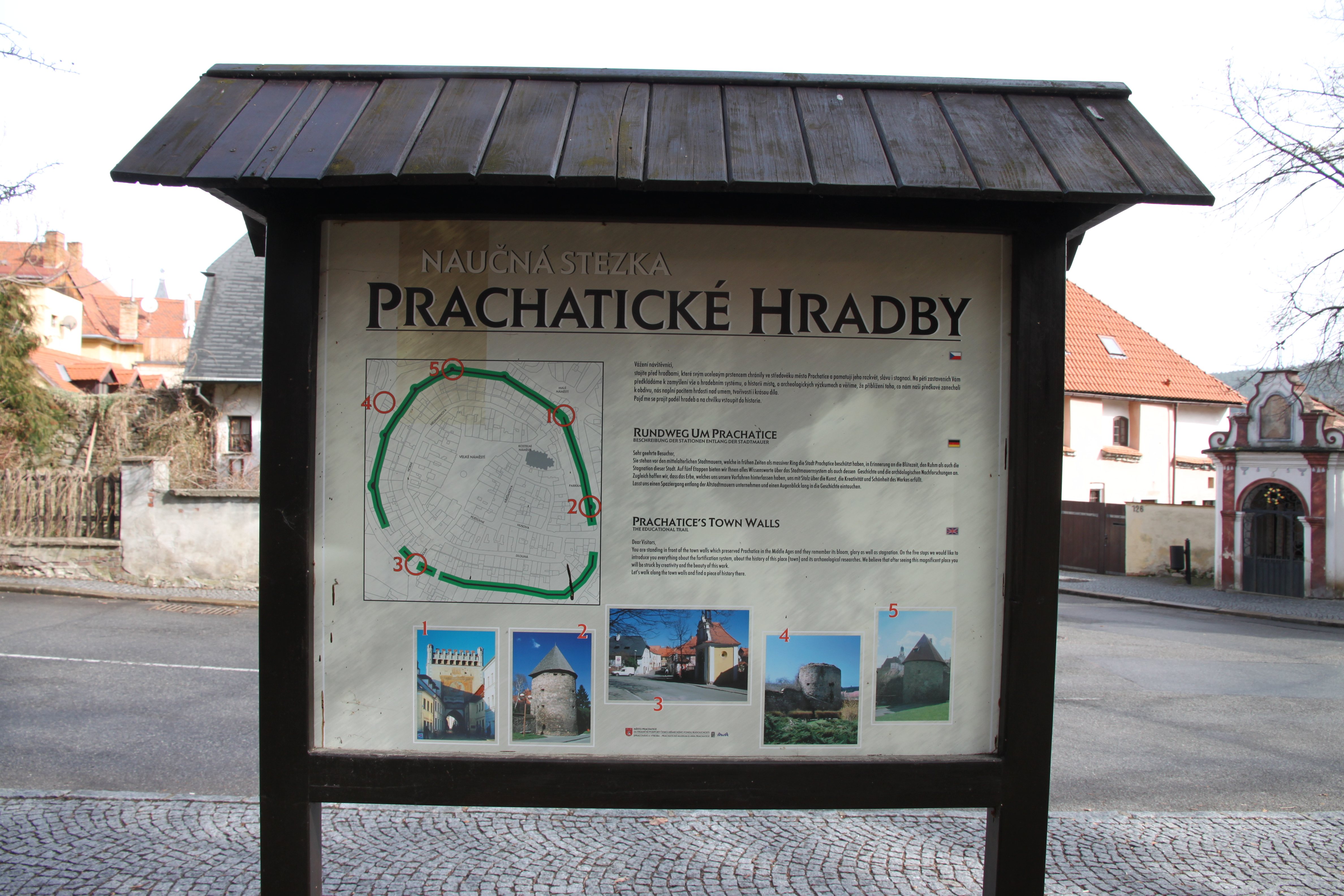
Zastavení 3. Prachatické hradby
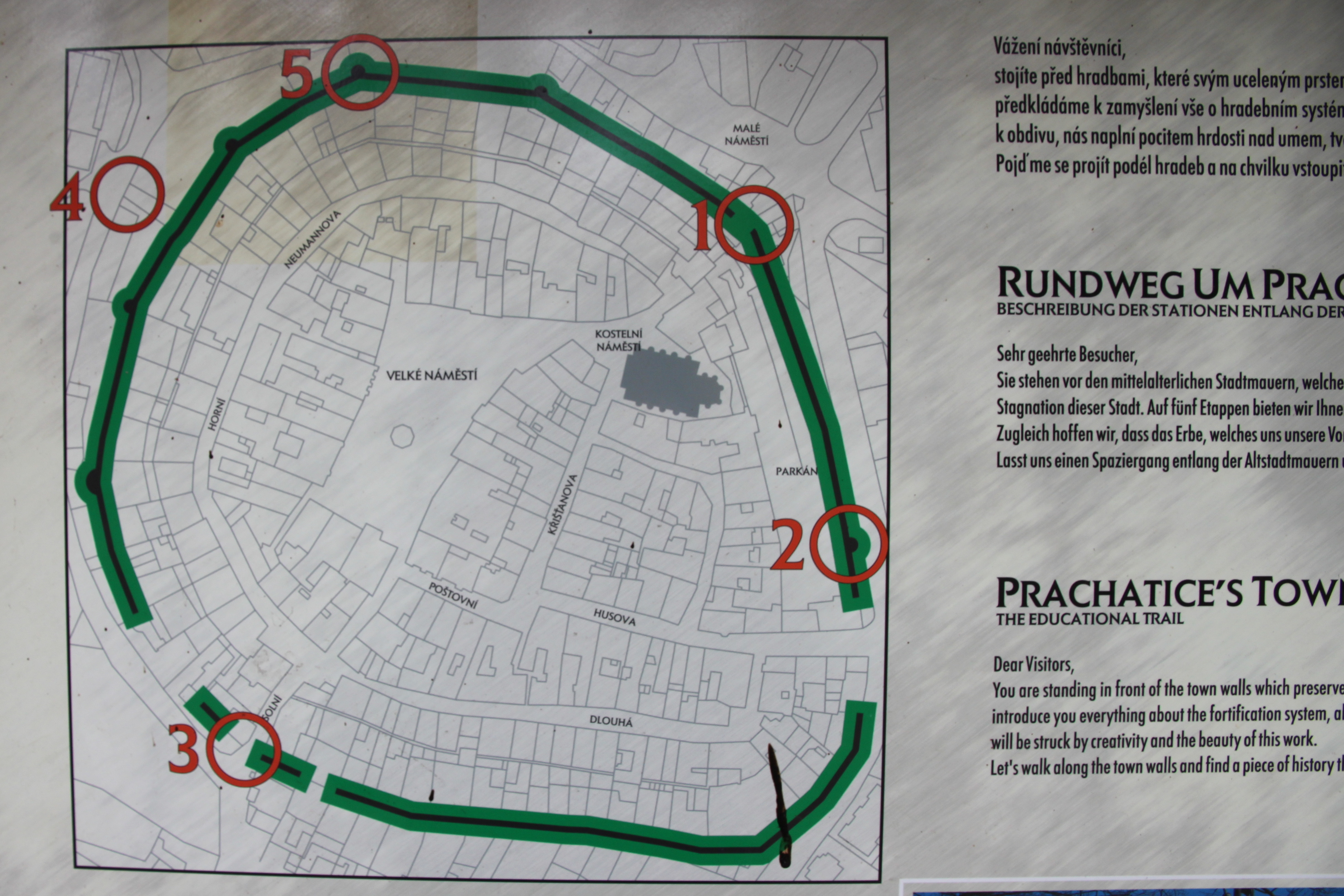
Trasa naučné stezky
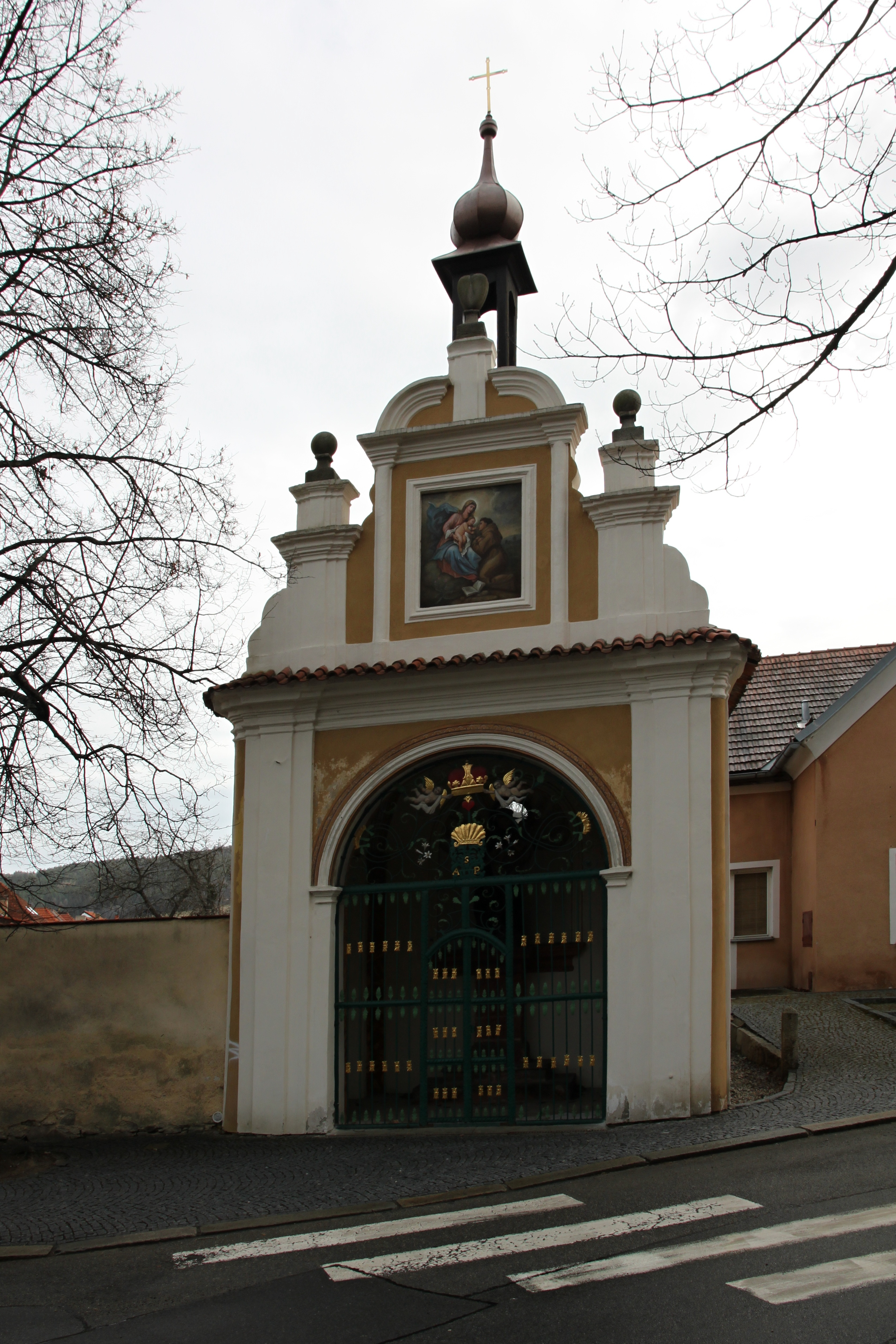
Kaple sv. Antonína Paduánského u bývalé Horní (Pasovské) brány
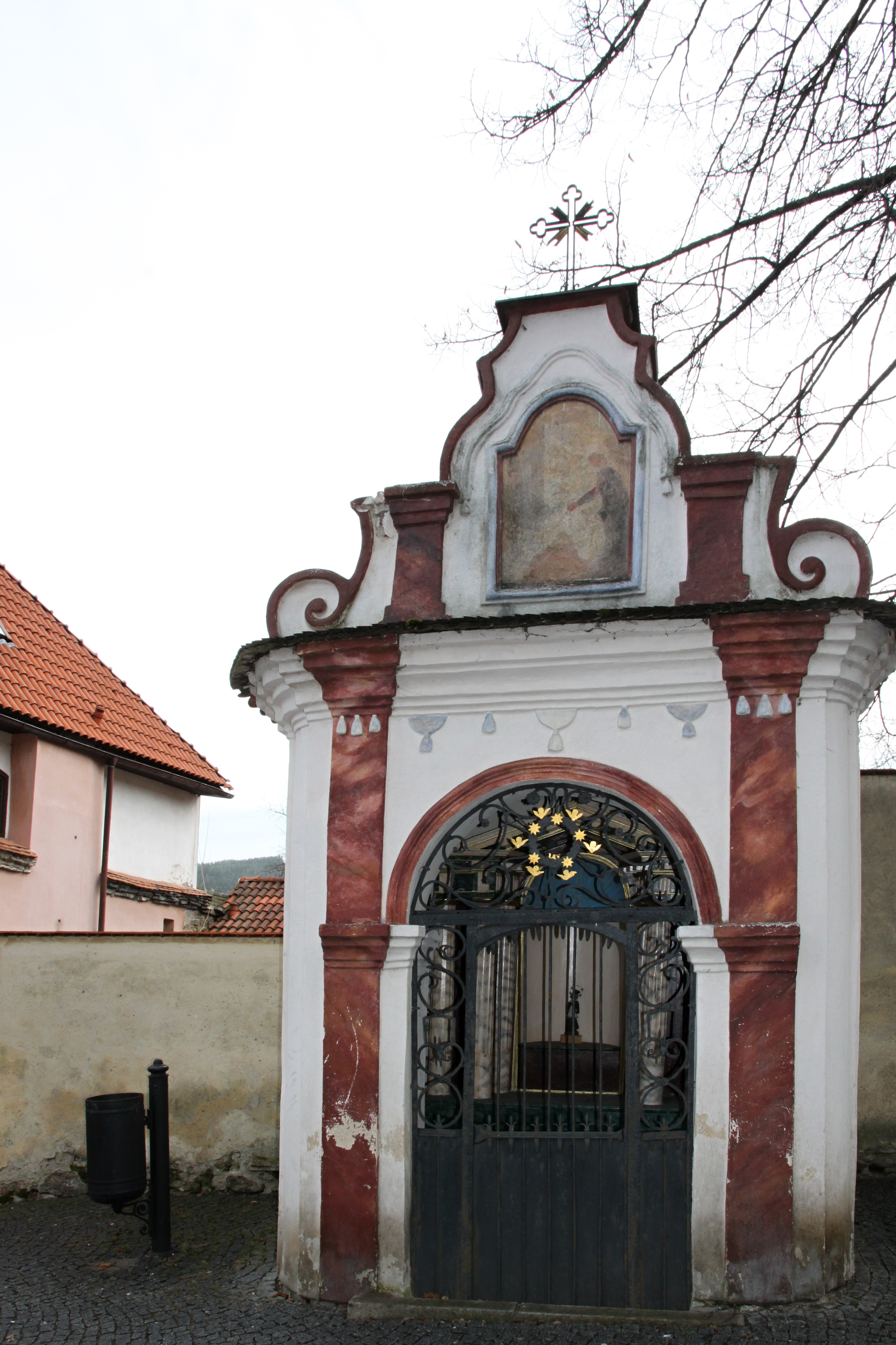
Kaple sv. Jana Nepomuckého u bývalé Horní (Pasovské) brány
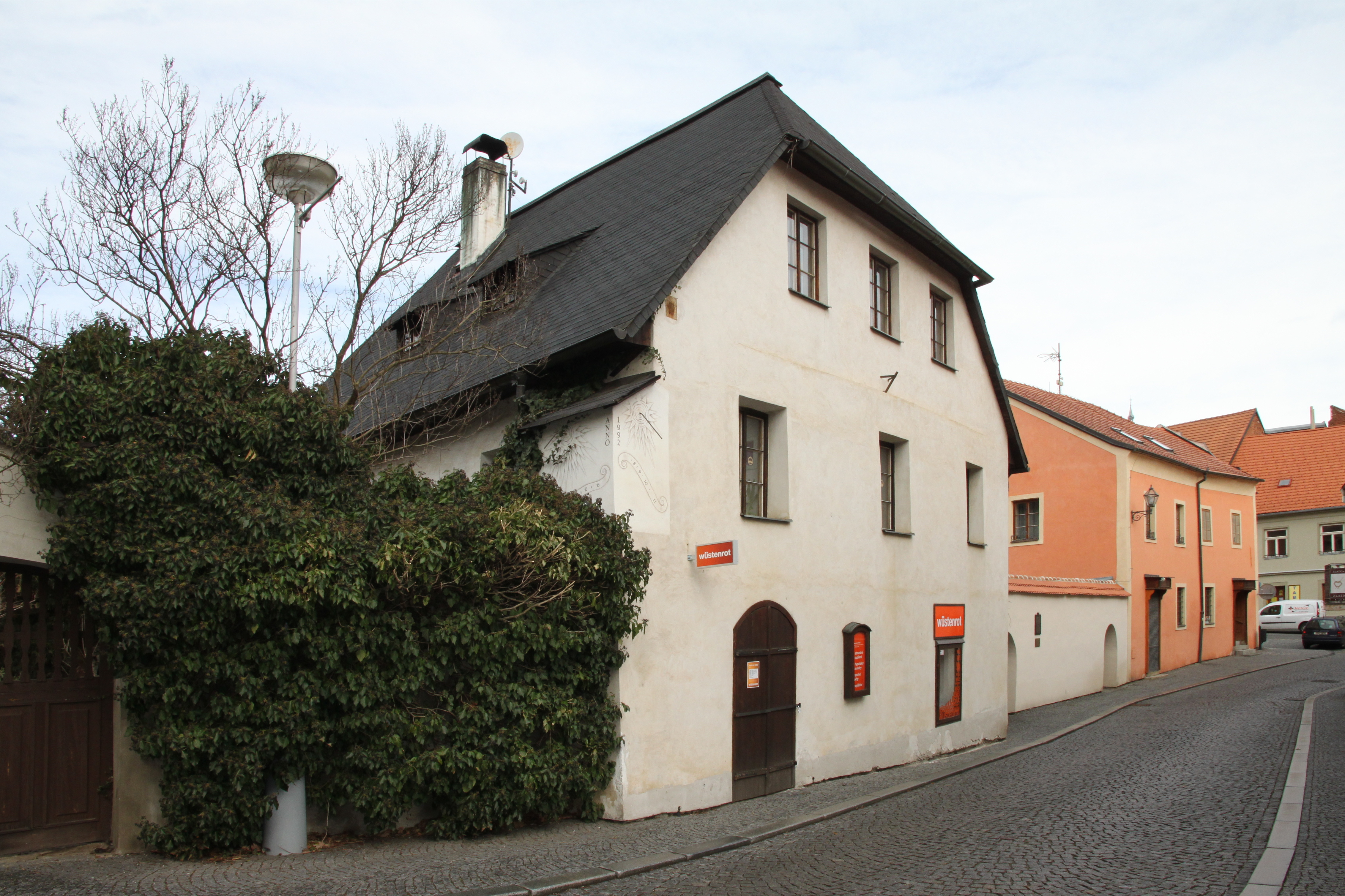
Zde stávala Horní brána
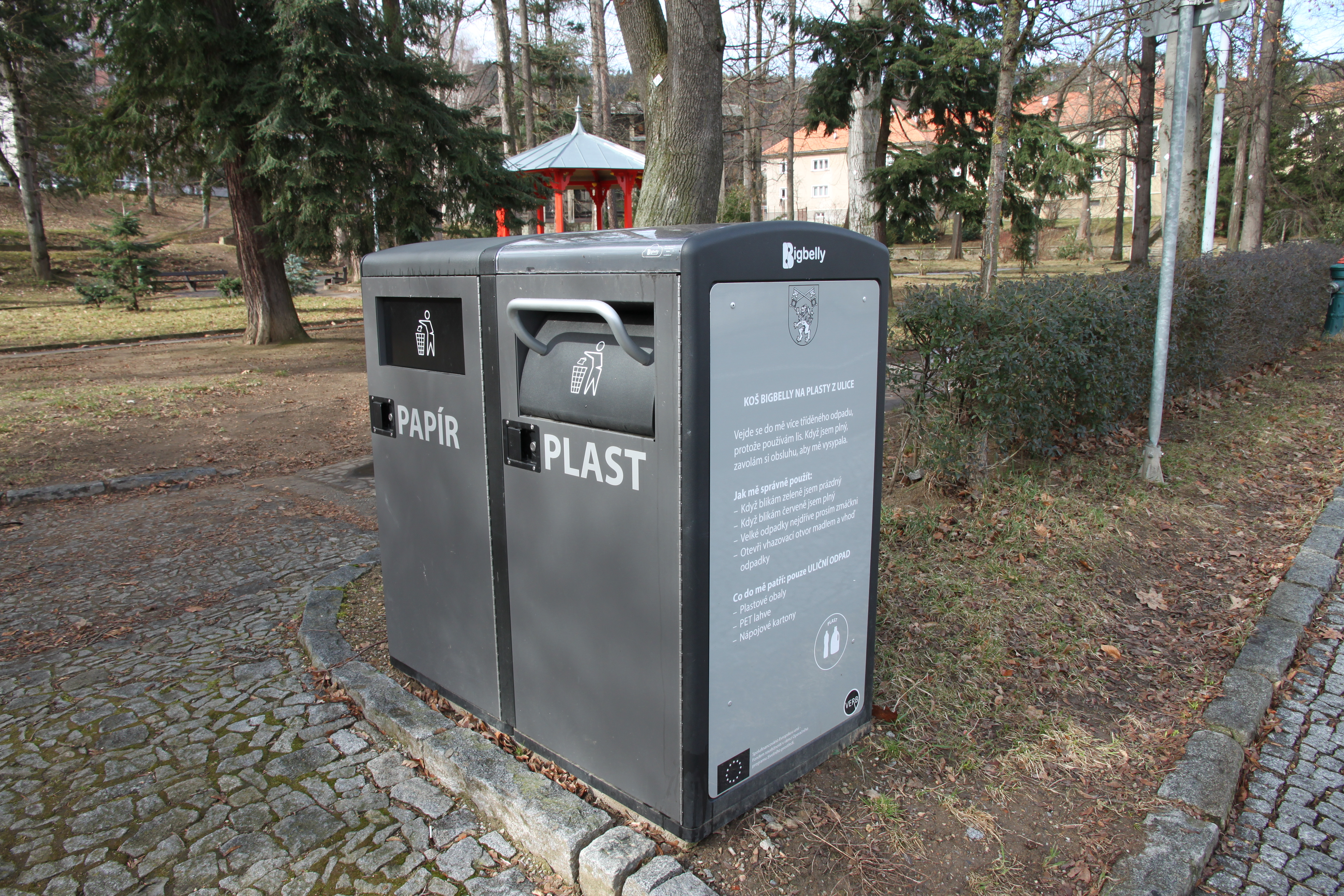
Smart koše
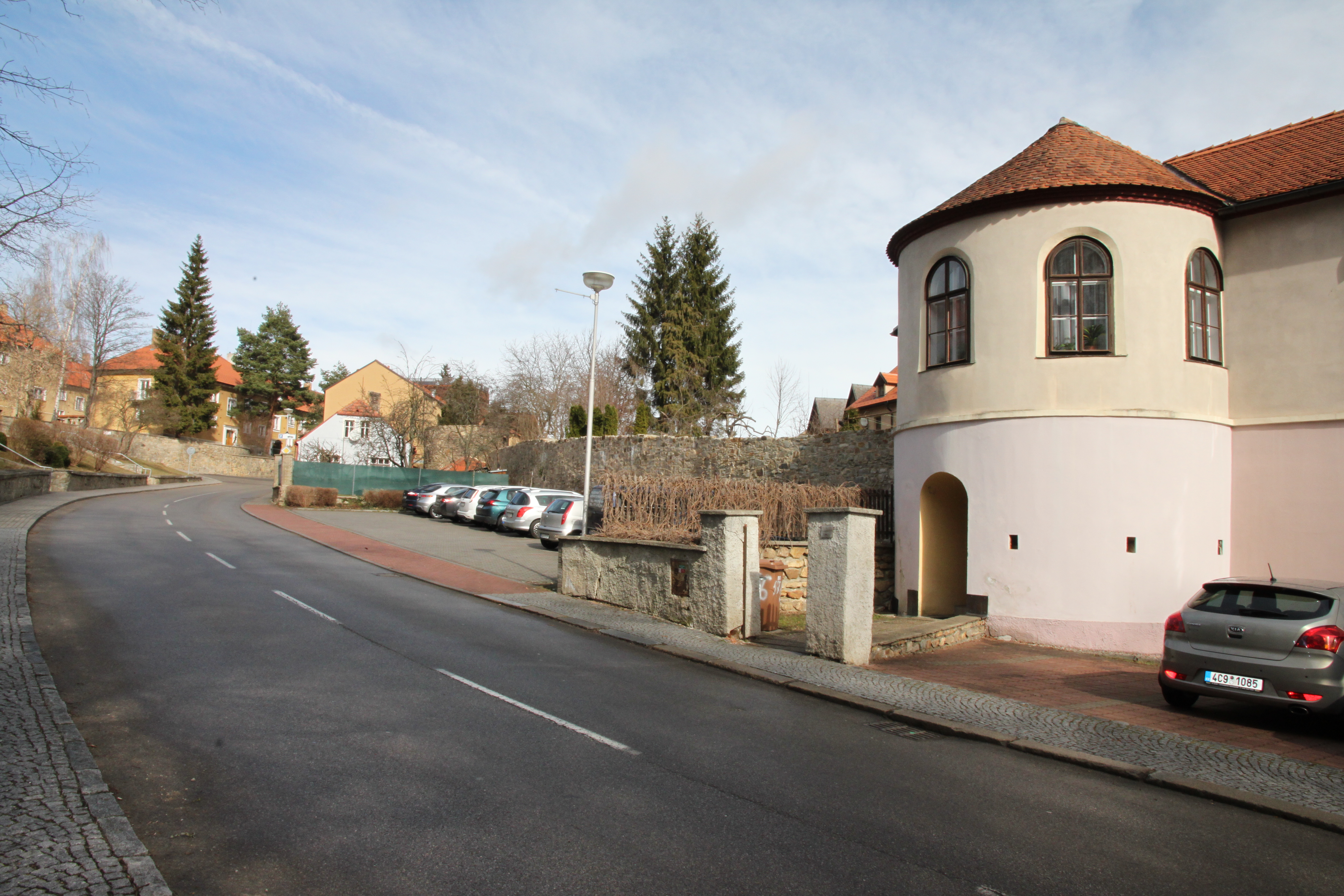
Hradební ulice
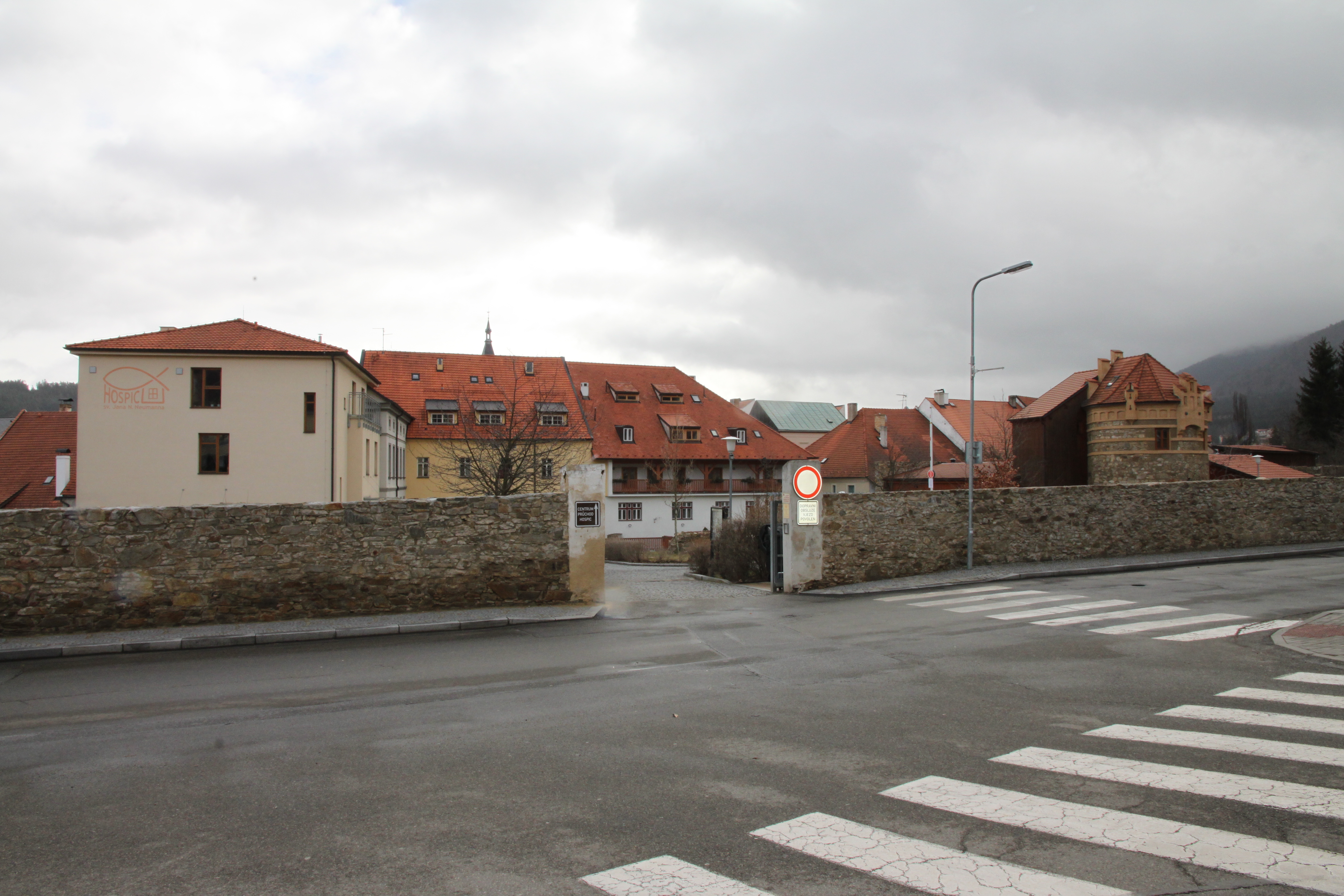
Hospic svatého Jana N. Neumanna – vchod a vjezd z Hradební ulice
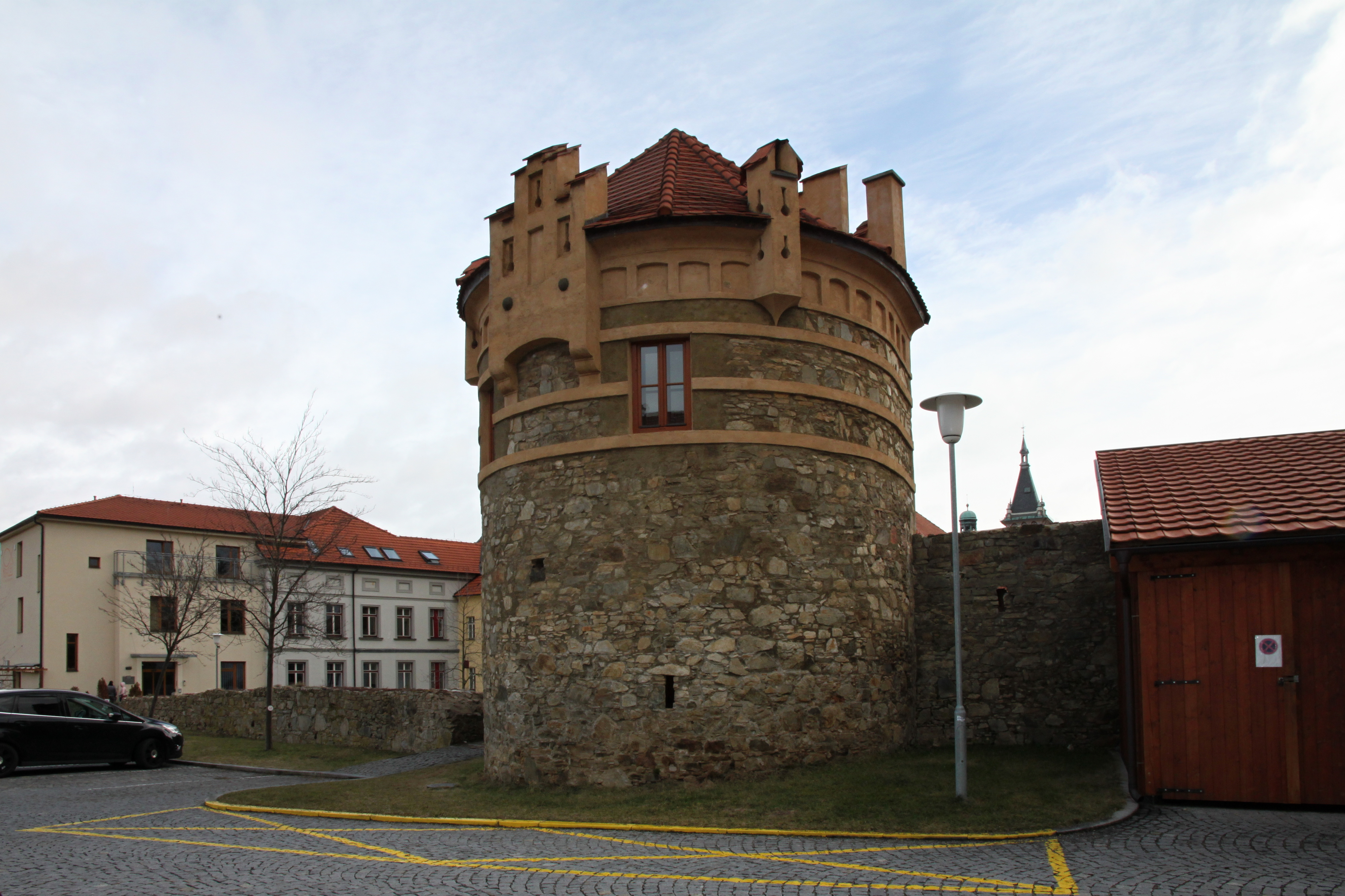
Bašta v areálu hospice
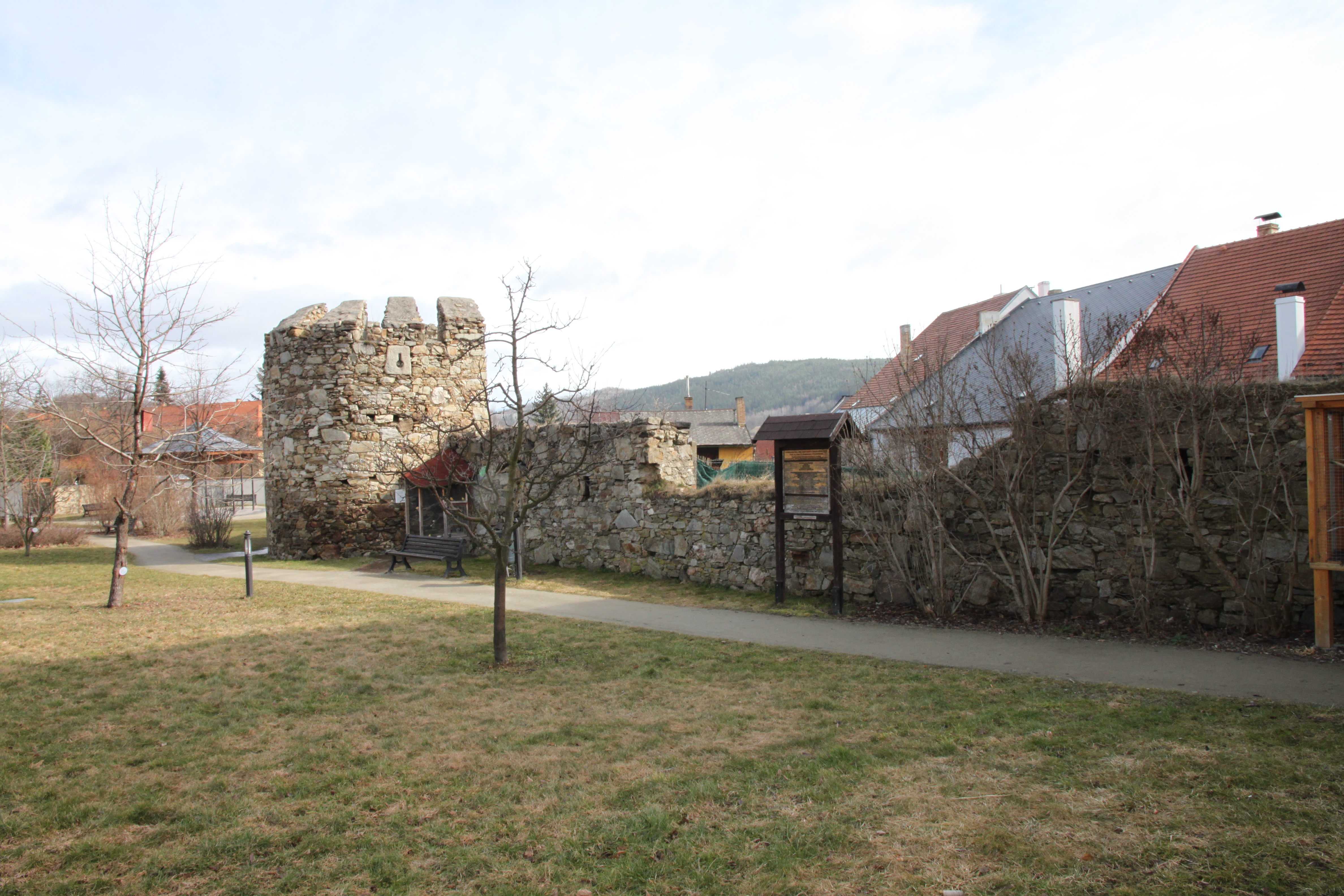
Park sv. J. Neumanna
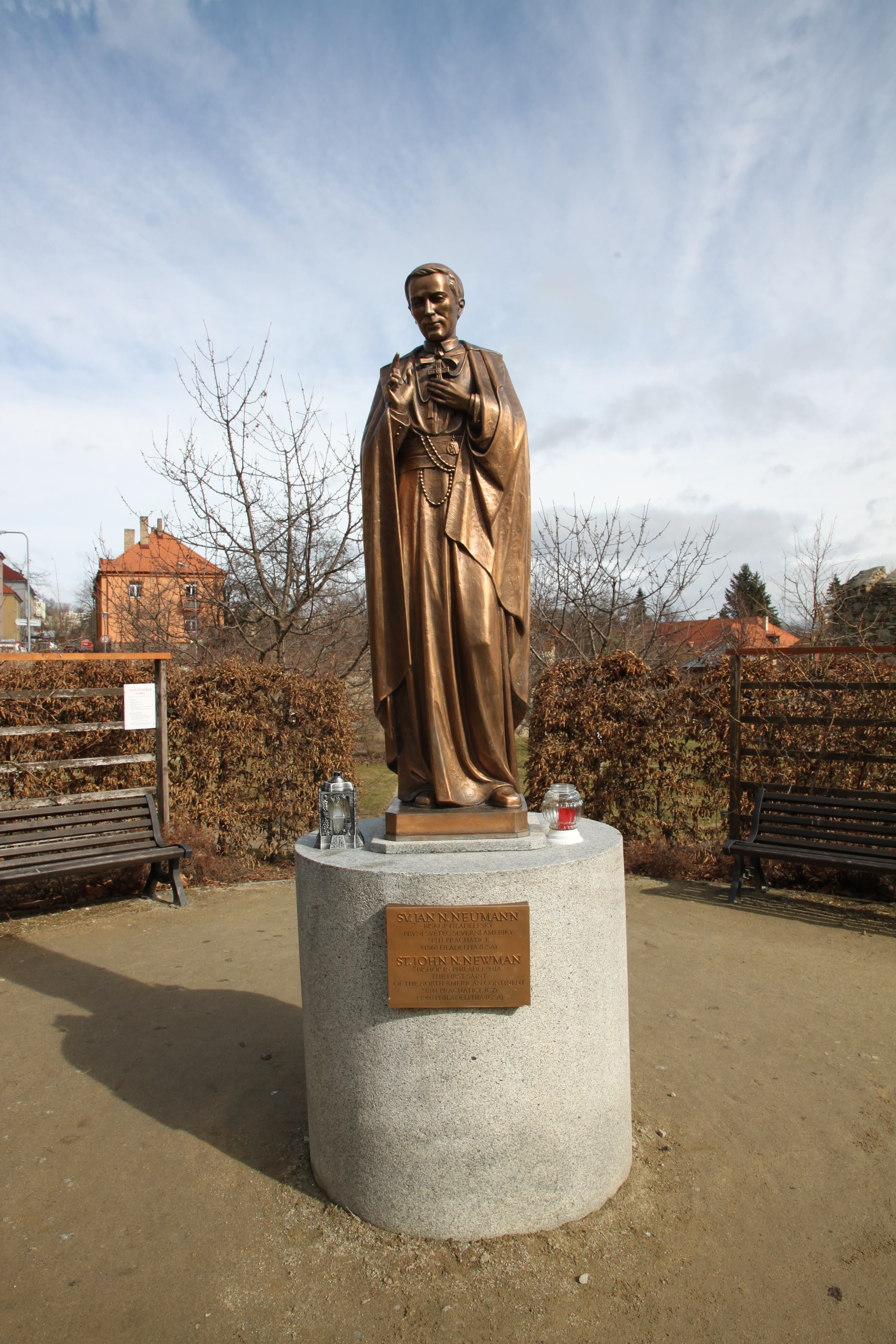
Socha sv. Jana N. Neumanna
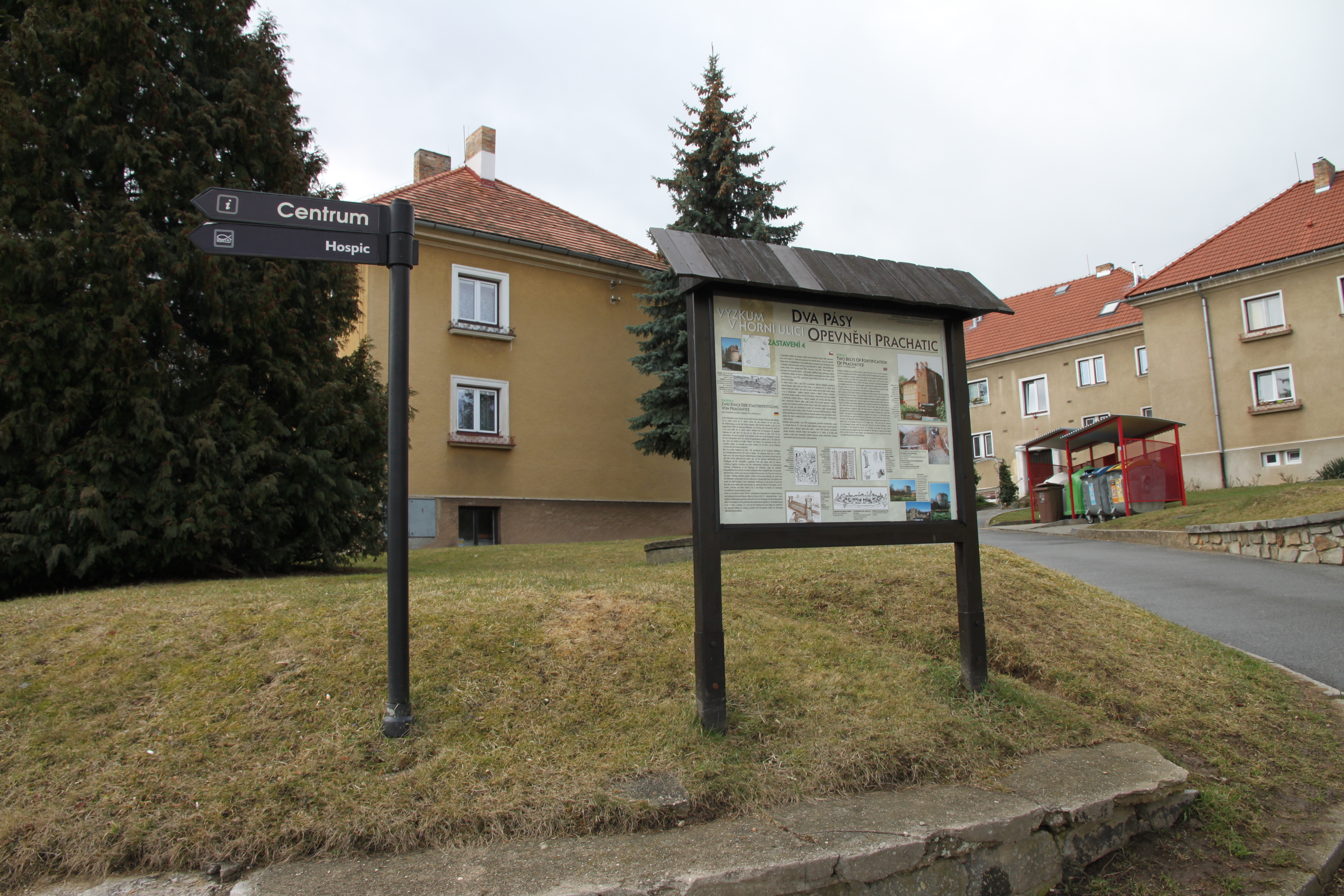
Informační tabule č. 4
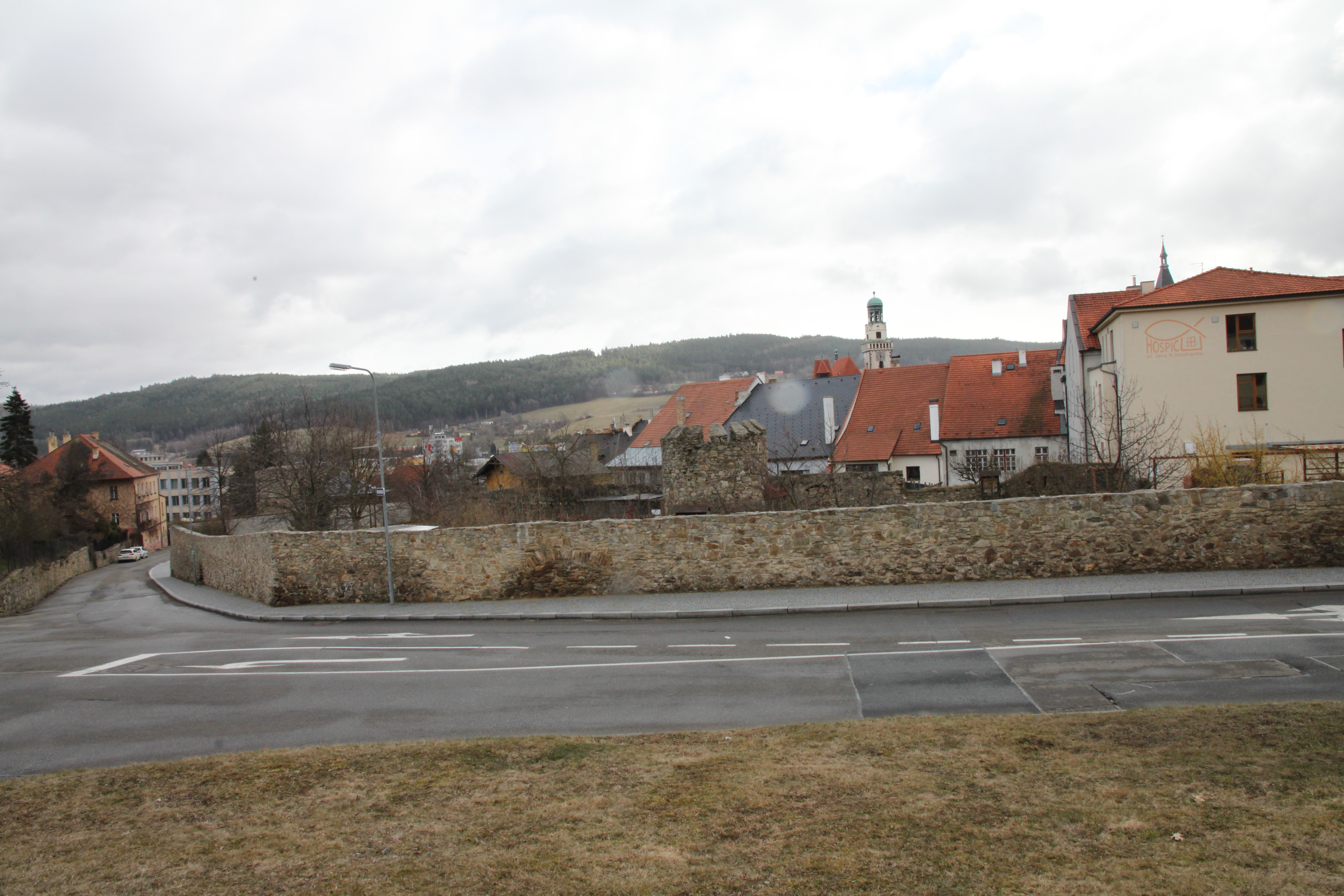
Hradební ulice
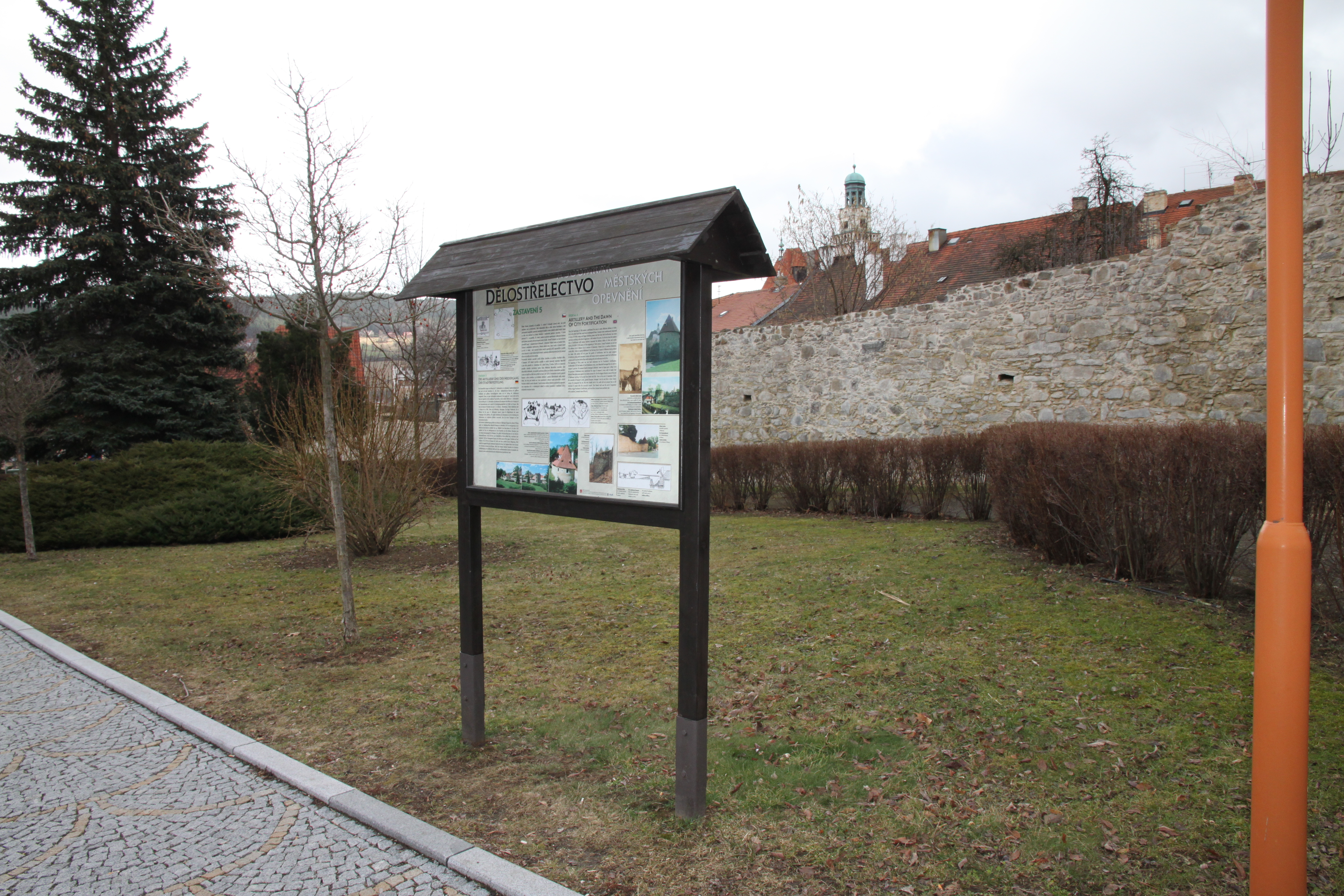
Informační tabule č. 5
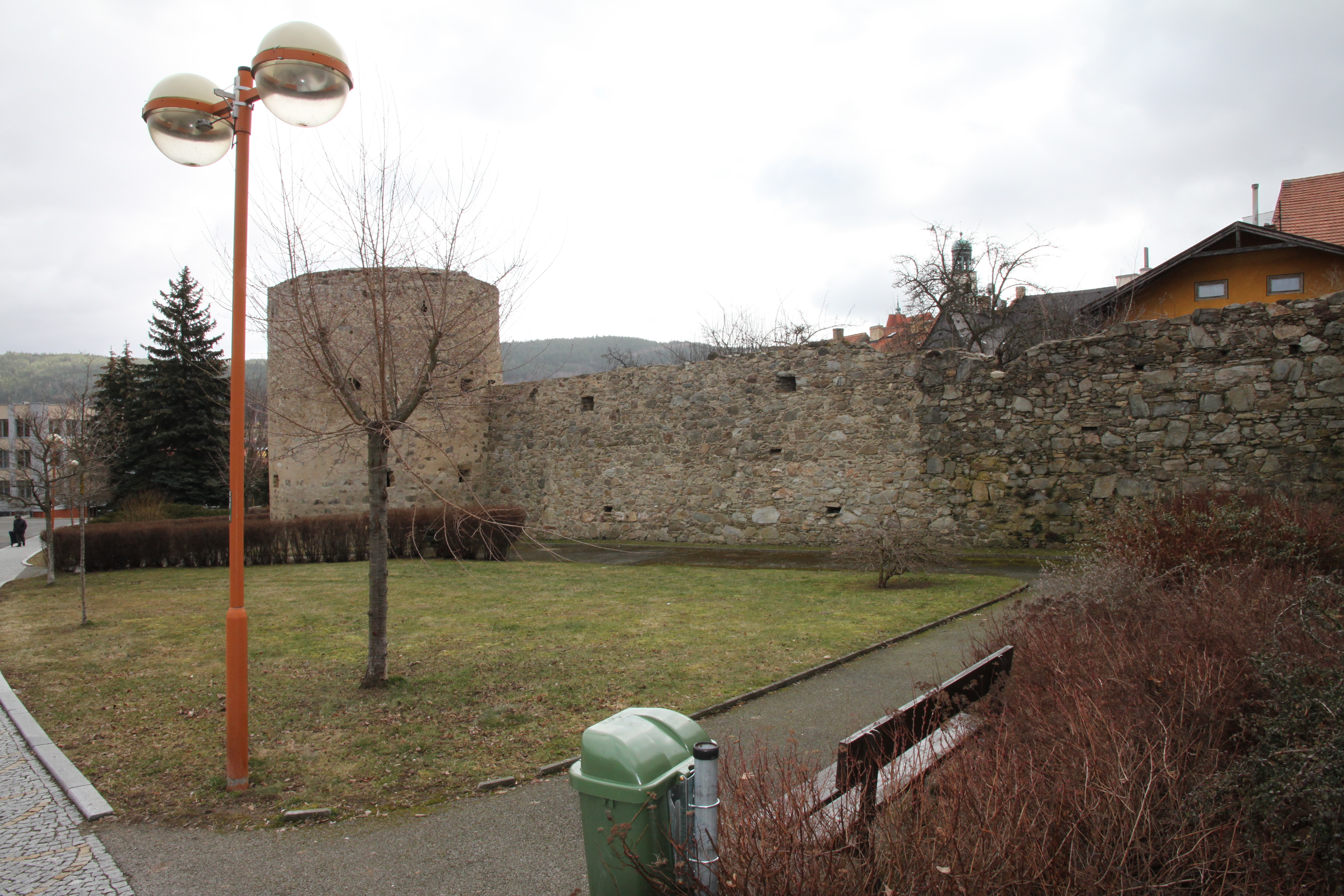
Hradební ulice
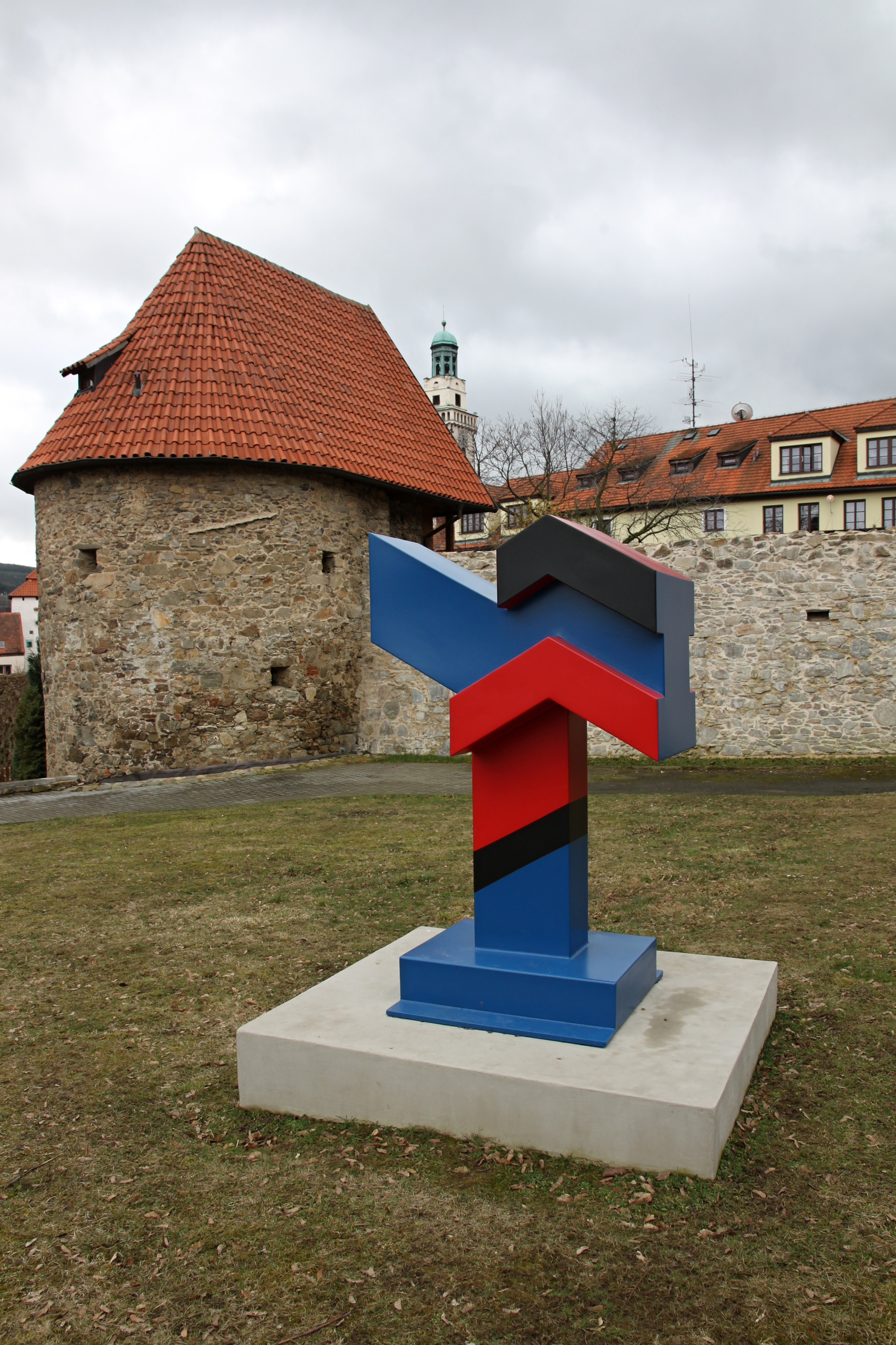
Plastika od Otto Herberta Hajeka